# Пщев (гмина)
Пщев (пол. Pszczew) — сельская гмина (волость) в Польше, входит как административная единица в Мендзыжечский повет, Любушское воеводство. Население — 4173 человека (на 2004 год).

## Сельские округа
1. Боровы-Млын
2. Яново
3. Нове-Гожицко
4. Полицко
5. Пщев
6. Раньско
7. Сильна
8. Стоки
9. Столунь
10. Шарч
11. Свехоцин
12. Зелёмысль

## Соседние гмины
1. Гмина Медзихово
2. Гмина Мендзыхуд
3. Гмина Мендзыжеч
4. Гмина Пшиточна
5. Гмина Тшцель